# U-21-Fußball-Afrikameisterschaft 1993/Qualifikation
Die Qualifikation zur U-21-Fußball-Afrikameisterschaft 1993 wurde ausgetragen, um die sieben Endrundenteilnehmer neben Gastgeber Mauritius zu ermitteln. Die Spiele fanden zwischen dem 19. Juni und dem 13. September 1992 statt.

## Modus
Die gemeldeten Mannschaften ermittelten in zwei Qualifikationsrunden im K.-o.-System mit Hin- und Rückspielen die sieben Endrundenteilnehmer. Bei Torgleichheit entschied die Auswärtstorregel über das Weiterkommen. Herrschte hier ebenso Gleichstand, wurde ohne vorherige Verlängerung ein Elfmeterschießen durchgeführt.

## Erste Runde
Die Hinspiele wurden zwischen dem 19. und 21. Juni, die Rückspiele zwischen dem 3. und 5. Juli 1992 ausgetragen.
|         | Gesamt    |             | Hinspiel | Rückspiel |
| ------- | --------- | ----------- | -------- | --------- |
| Kenia   | 0:4       | Uganda      | 0:2      | 0:2       |
| Mali    | 8:2       | Mauretanien | 6:1      | 2:1       |
| Togo    | (a)1:1(a) | Niger       | 0:0      | 1:1       |
| Senegal | :         | Gambia      | :        | :         |

Gambia zog seine Mannschaft zurück. Die übrigen Mannschaften hatten spielfrei.

## Zweite Runde
Die Hinspiele wurden zwischen dem 7. und 23. August, die Rückspiele zwischen dem 22. August und dem 13. September 1992 ausgetragen.
|           | Gesamt |                | Hinspiel | Rückspiel |
| --------- | ------ | -------------- | -------- | --------- |
| Äthiopien | 3:1    | Togo           | 3:1      | 0:0       |
| Äthiopien | 1:4    | Marokko        | 1:2      | 0:2       |
| Ghana     | 3:0    | Mali           | 2:0      | 1:0       |
| Nigeria   | :      | Republik Kongo | 0:1      | :         |
| Tunesien  | 3:5    | Senegal        | 2:2      | 1:3       |
| Kamerun   | 3:1    | Uganda         | 1:0      | 2:1       |
| Ägypten   | 4:2    | Simbabwe       | 3:1      | 1:1       |

Kongo wurde disqualifiziert.

## Ergebnis
Äthiopien, Marokko, Ghana, Nigeria, Senegal, Kamerun und Ägypten qualifizierten sich für die Endrunde.